# 後藤紀一

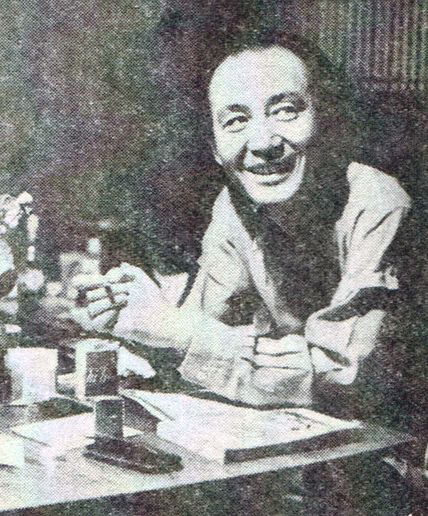
婦人生活社『婦人生活』第17巻第11号（1963）より

後藤 紀一（ごとう きいち、1915年1月17日 - 1990年9月11日）は山形県東村山郡山辺町出身の画家、小説家。
山辺小学校高等科を卒業後、画家を志し、京都の友禅工房に奉公する。その後故郷に戻り、県展に出品した。1955年に同人誌『ひろば』『山形文学』に参加した。1963年に『少年の橋』（「山形文学」1962年11月号掲載、「文學界」1963年9月に再掲載）で第49回芥川賞を受賞した。1965年から画業に専念。
画家の後藤栖子（1941年～2008年）は娘にあたる。
作家の後藤嘉一は兄であり、その孫は劇作家の後藤ひろひとである。

## 著書
- 『少年の橋』文芸春秋新社 1963
- 『スケッチ紀行』東北出版企画 1977
- 『凍蝶 句集』深夜叢書社 1990
- 『凍天 句集』深夜叢書社 1991
- 『後藤紀一全小説』深夜叢書社 1991